# Международный исследователь комет
Международный исследователь комет (Международный кометный исследователь, англ. International Cometary Explorer, ICE) — космический аппарат, первоначально известный как «Эксплорер-59», и «International Sun/Earth Explorer 3 (ISEE-3)», что в переводе на русский язык значит «Международный исследователь Солнца и Земли», запущенный 12 августа 1978 года. Этот спутник являлся частью международной программы сотрудничества между НАСА и ЕКА для изучения взаимодействия между магнитным полем Земли и солнечным ветром. Программа использовала три корабля, пару ISEE 1 и ISEE 2 и гелиоцентрический космический аппарат ISEE 3 (позже переименованный в ICE).
ISEE-3 был первым космическим аппаратом, размещённым на гало-орбите в точке Лагранжа L1 между Землёй и Солнцем. Позже (уже под названием International Cometary Explorer (ICE)) аппарат был послан к комете Джакобини — Циннера и комете Галлея и стал первым космическим кораблем, пролетевшим сквозь хвост кометы (на расстоянии около 7800 км от ядра). ICE не был оборудован камерами.

## Первая миссия — International Sun/Earth Explorer 3

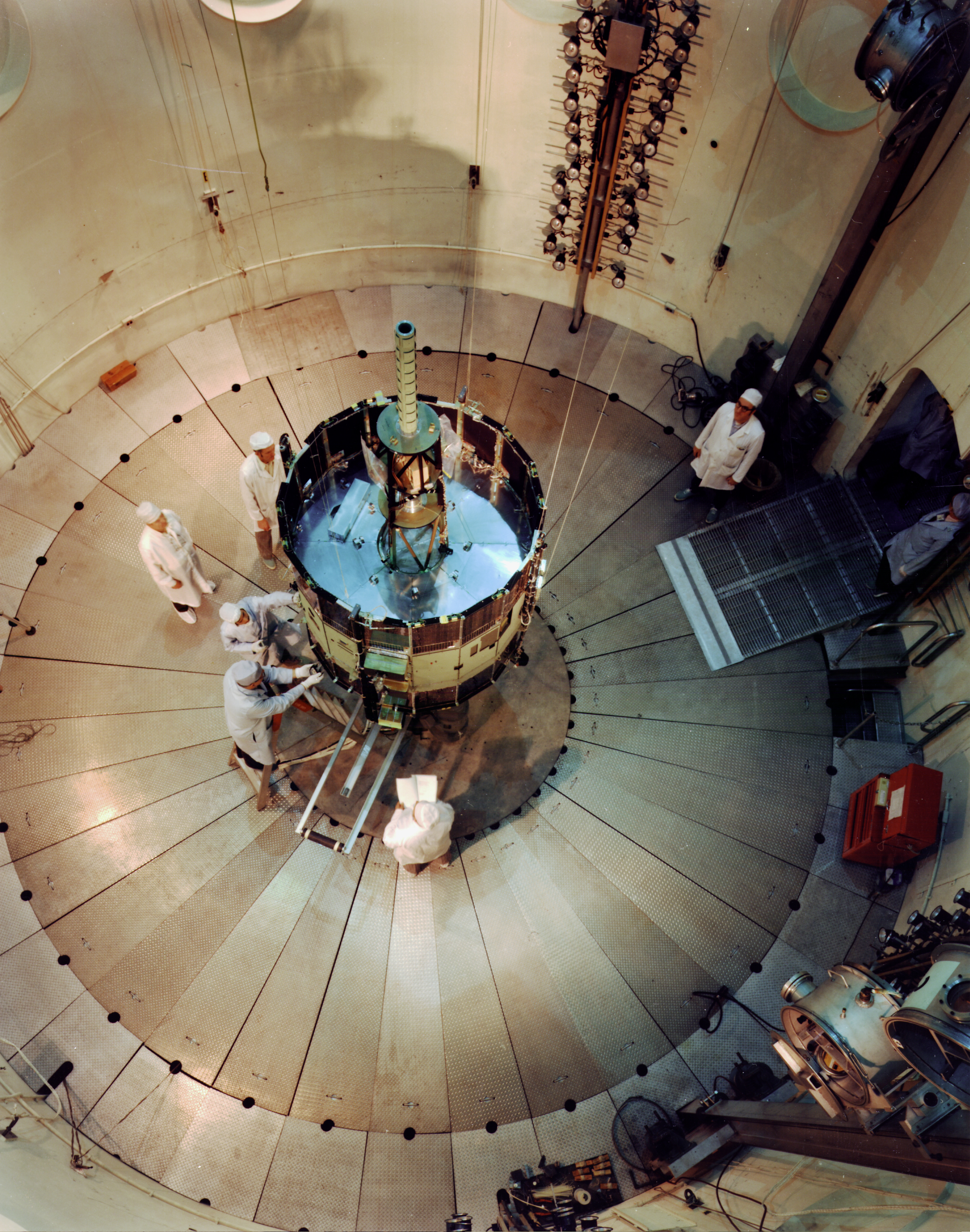
ISEE-3 проходит испытания и оценку.

ISEE-3 изначально работал на гало-орбите в точке Лагранжа L1 между Землёй и Солнцем, на высоте в 235 радиусов Земли над поверхностью (около 1,5 млн км, или 924000 миль). Это был первый искусственный объект, помещенный в так называемой «точке либрации», доказывая, что такое «подвешивание» между гравитационными полями возможно.
Целями миссии были:
- исследование солнечно-земных связей на внешних границах магнитосферы Земли;
- подробное изучение структуры солнечного ветра вблизи Земли и ударной волны, а также формы взаимодействия между солнечным ветром и магнитосферой Земли;
- продолжение исследования космических лучей и солнечного излучения в межпланетной области около 1 а. е.[7]

## Вторая миссия — International Cometary Explorer

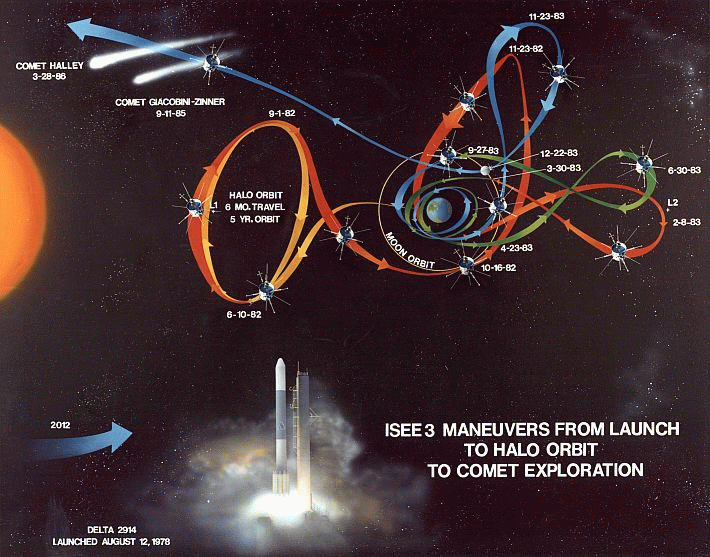
Вторая миссия аппарата — маневрирование вокруг Земли и Луны и выход на гелиоцентрическую орбиту для изучения двух комет

После завершения своей первоначальной миссии 10 июня 1982 года ISEE-3 продолжал работу и неоднократно использовался. Он был переименован в «Международный исследователь комет» (ICE). Основной научной целью ICE было изучение взаимодействия солнечного ветра с кометной атмосферой. 1 сентября 1982 года была подана команда на запуск двигателей аппарата, сместившая тем самым его с гало-орбиты. После серии маневров вокруг точек Лагранжа Земля — Луна и Земля — Солнце и 15 месяцев на лунной орбите в 1984 году аппарат вышел на гелиоцентрическую орбиту для перехвата первой цели миссии — кометы Джакобини — Циннера. 11 сентября 1985 года аппарат ICE прошёл сквозь хвост кометы.
Следующей целью была комета Галлея. В конце марта 1986 года ICE пролетел сквозь хвост кометы на расстоянии 28 миллионов километров от ядра.
После выполнения основных задач второй миссии аппарат продолжил изучение излучения Солнца. 5 мая 1997 года НАСА официально завершило миссию ICE, отключив все научные приборы и оставив только радионесущий сигнал для телеметрии.

## Перезагрузка аппарата
В 2008 году НАСА при помощи сети дальней космической связи удалось определить расположение ICE после того, как выяснилось, что аппарат до сих пор функционирует с момента последнего сеанса связи в 1999 году. Дальнейшие исследования показали, что большинство приборов на борту до сих пор работоспособны, а в топливных баках ещё есть топливо.
В 2014 году аппарат должен был пролетать мимо Земли. В мае 2014 года было объявлено, что команде энтузиастов удалось установить первый после долгого перерыва контакт с ISEE-3, и она готовится запустить его ускорители — в первый раз с 1987 года. Задачей третьей миссии было вернуть аппарат обратно в точку Лагранжа L1 и восстановить, насколько это возможно, функционирование научных приборов для возобновления исследований первой миссии.
Для возвращения аппарата на гало-орбиту было необходимо выполнить гравитационный маневр с помощью Луны не позднее начала июля 2014 года, иначе это потребовало бы гораздо больше топлива. Другой проблемой было то, что радиооборудование, необходимое для установления связи и управления аппаратом было уже списано НАСА как устаревшее.
Команда использовала краудфандинговые средства (125 тыс. долларов), чтобы построить виртуализированное радиооборудование и арендовать Обсерваторию Аресибо в Пуэрто-Рико.
2 июля 2014 года было успешно проведено увеличение скорости вращения аппарата вокруг своей оси, однако последующие попытки 8 июля включить двигатели для проведения коррекции орбиты не удались — в топливной системе аппарата не осталось азота, необходимого для наддува и подачи топлива к двигателям. Несмотря на неудачу с запуском двигателей команда решила активировать научные приборы для изучения солнечного ветра.
10 августа 2014 года аппарат ICE, пролетев мимо Луны на расстоянии 15,6 тысяч километров над поверхностью, начал удаляться от Земли. Следующая встреча с аппаратом произойдет через 17 лет, в 2031 году.
16 сентября 2014 года команда энтузиастов потеряла контакт с аппаратом. Удаление от Солнца могло вызвать снижение вырабатываемой солнечными батареями энергии, а встроенные батареи вышли из строя ещё в 1981 году. Из-за этого аппарат мог перейти в безопасный режим, и вывести аппарат из него невозможно, не зная точное нахождение в пространстве.